# Direct-to-video
Pour les articles homonymes, voir DTV (homonymie).
 (mars 2023).
Si vous disposez d'ouvrages ou d'articles de référence ou si vous connaissez des sites web de qualité traitant du thème abordé ici, merci de compléter l'article en donnant les références utiles à sa vérifiabilité et en les liant à la section « Notes et références ».
En pratique : Quelles sources sont attendues ? Comment ajouter mes sources ?

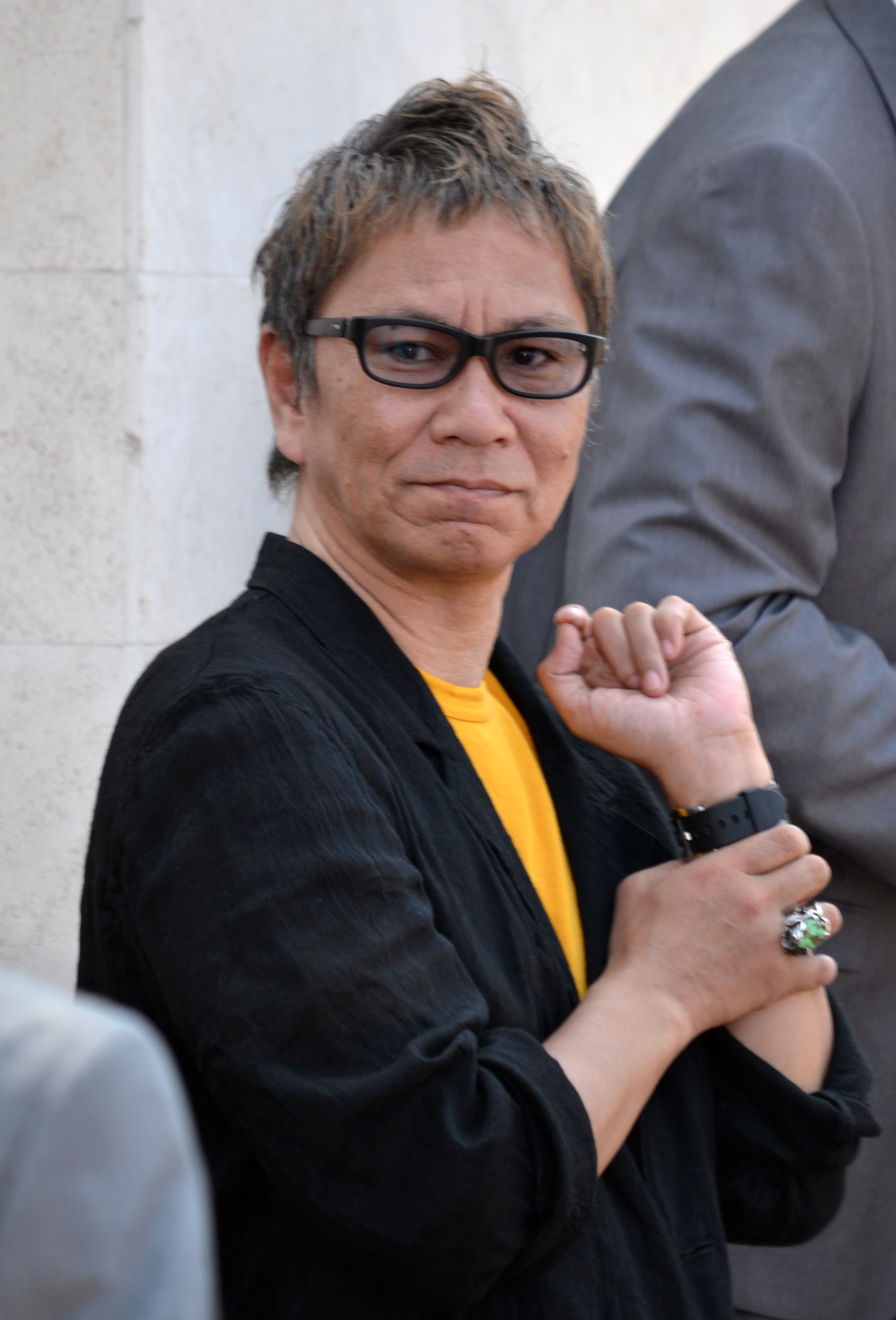
Takashi Miike, exemple de réalisateur de films sortis en DTV.

Le direct-to-video (abrégé en « DTV ») est un film sorti directement à la vente aux particuliers ou à la location (en vidéo-club, ou sur des plateformes dématérialisées de vidéo à la demande) sans avoir été au préalable exploité dans une salle de cinéma. Au Japon, le terme utilisé est Original Video (オリジナルビデオ, Originaru bideo) ; on parle aussi de V-Cinema (Vシネマ, Bui shinema), mais le terme, en réalité marque déposée de la Toei Company, est surtout banalisé en Occident pour décrire toute sortie japonaise en direct-to-video.
Techniquement, les films sortis en direct-to-video sont appelés « films de second marché », par opposition aux « films de premier marché » dont l'exploitation débute en salle. Les films en direct-to-video sont diffusés directement sur les supports VHS (autrefois), DVD ou Blu-ray (on parle alors de direct-to-dvd) ou sur les plateformes de vidéo à la demande (direct-to-digital).
Dans son livre Le Cinéma enragé au Japon, le critique de cinéma Julien Sévéon précise que « [si le DTV] signifie en Occident des productions bas de gamme, cela n'a pas le même sens au Japon où les œuvres V-Cinema […] restent un terreau de création et d'expérimentation sans pareil, dans lequel de nombreux grands noms comme Takashi Miike ont travaillé ou travaillent encore ».